# 關景鴻
關景鴻，JP（1957年—2023年6月），香港企業家﹑會計師，有「移民教父」之稱，為景鴻移民（集團）顧問有限公司的創辦人及前任主席。

## 生平
關景鴻祖籍广东开平，中學就讀於澳門粵華中學，1978年從香港理工學院會計專業畢業，到1980年跟從父母移民加拿大，他自己亦繼續從事會計。其後他在香港移民潮下，不少朋友向關景鴻了解移民的事項，關景鴻自己亦與加拿大移民部門了解詳情下而累積經驗。1990年，關景鴻辭去會計師一職，在卡加利大學修讀移民法，並創立景鴻移民顧問有限公司，全力擔當移民顧問。據悉他創業第一年在低成本運作的情況下，一個月已經接了30宗移民個案，一年個案達400宗。其創辦的景鴻集團在TVB的《宣傳易》的廣告台詞「永遠朋友，永遠服務。」﹑「我可以幫到你。」、「保證申請成功，否則原銀奉還。」深入民心，但他最初是在亞洲電視展出廣告。
2023年7月19日，景鴻集團發布訃文稱關景鴻已經於2023年6月（日期待查）離世，終年66歲。（有說65歲）